# Brachiaria humidicola
Brachiaria humidicola là một loài thực vật có hoa trong họ Hòa thảo. Loài này được (Rendle) Schweick. mô tả khoa học đầu tiên năm 1936.